# Manna
|  | Per a altres significats, vegeu «Manna (desambiguació)». |

Manna (també Mannea, accadi Mannai, hebreu Minni) fou un regne que va existir dels segles X a VII aC, vassall d'Urartu i d'Assíria, situat al sud de la ciutat i del llac d'Urmia (país d'Utxnu (Ushnu), Maiyandab i Sakkis) o sigui a l'entorn de la moderna Mahabad. Veïns seus eren el regne de Mutsatsir i el de Zikirtu. Les excavacions iniciades el 1956 han descobnert una ciutat fortificada anomenada Hasanlu, que seria una ciutat manea (els habitants de Manna són tradicionalment conegut com a maneus, però segurament hi havia diversos pobles vivint al regne i els iranians devien formar una part important); més recentment el lloc de Qalaichi s'ha associat amb Izirtu/Zirta basant-se en una estela trobada en aquest lloc.
El regne ja devia existir al segle x però de fet no s'esmenta a les fonts fins al segle ix aC. Vivien de l'agricultura i la pastura de ramats i cavalls. La capital era una ciutat fortificada anomenada Izirtu (Zirta). A la segona meitat del segle ix constituïen un poder regional al sud i sud-est del llac Urmia.
El 828 aC el rei d'Assíria va enviar l'exèrcit al Mutsatsir que no va poder sotmetre, i seguir més al nord, al país de Manna on era rei Ualki que va fugir a les muntanyes sense sotmetre's; finalment van rebre un tribut del regne de Gilzan. El 827 aC el rei d'Urartu s'atribueix el domini del regne de Manna, que probablement es va sotmetre voluntàriament després de la invasió assíria de l'any anterior, o va quedar prou malparat per no oferir resistència als urartians. Al país s'establiren guarnicions urartianes. Però Manna no va ser un vassall fidel i va coquetejar amb Assíria.
El 785 aC en morir Menua I el rei de Manna, de nom Aza, es va aliar a Assíria. El nou rei urartià, Argisti I, fill de Menua, va atacar durant sis anys el regne de Manna. Finalment el rei va ser capturat i Manna establert com a vassall el 780 o 779 aC. Però el següent rei Sarduri II (753 aC-735 aC, va haver de tornar a combatre a Manna.
Però el 735 aC el rei assiri va envair Urartu assetjant Tushpa o Turushpa i va intentar controlar els regnes de Kubutxkia, Mutsatsir i Manna, intents que no van reeixir puix aquest regnes restaren lleials a Urartu. Poc després un cop d'estat que va enderrocar al rei Aza de Manna, i va accedir al tron son germà Ullusunu, protegit de Rusa I d'Urartu, que es va fer cedir alguns districtes fronterers.
El 719 aC Sargon II d'Assíria es va dirigir a l'est, i va atacar les ciutats de Shuandakhul i Durdukka que pertanyien al rei de Man (Manna), Iranzu, que era vassall d'Urartu: Manna es va sotmetre voluntàriament a Assíria. Shuandakhul i Durdukka llavors es van oposar i es van unir al rei Mittati (Mit'atti) de Zikurti (vassall d'Urartu), però Iranzu, va rebre suport assiri per posar fi a la revolta i les dues ciutats foren destruïdes tot i que Mit'atti va quedar sense càstig. Cinc altres ciutats també es van revoltar contra el domini assiri, Sukia, Bala, i Abitikna, Papa i Lallukna, que haurien tingut l'aliança de Kakme, un regne situat al nord o nord-est de Manna. Les ciutats foren destruïdes i els seus habitants deportats a Síria. Iranzu va morir com un any després i el va succeir el seu fill Aza que sembla que va mantenir l'aliança estratègica amb Assíria.
El rei d'Urartu va enviar contra el rei Aza de Manna al rei Mit'atti de Zigurtu (Zikirtu) i als prínceps de Misianda i Umildish (aquest darrer governat pel príncep Bagdatti) i alguns governadors urartians del províncies del propi territori del rei Rusa I, i Aza fou derrotat i enderrocat resultant mort probablement assassinat (717 aC); les seves terres es va planejar que es repartirien entre els aliats amb la part principal per Rusa però llavors es va presentar Sargon II; el príncep Bagdatti d'Umildish fou fet presoner i executat al mateix lloc on havia estat mort Aza. Ullusunu, germà d'Aza, fou posat al tron de Manna com a vassall, però quan els assiris van sortir del seu territori va proclamar la seva lleialtat a Rusa I i li va cedir 22 poblacions. Karallu i Allabria, al sud de Manna, també van haver de declarar-se vassalls d'Urartu. Sargon II hi va anar amb un exèrcit, va obligar a Ullusunu a fugir a les muntanyes abandonat la seva capital, Izirtu, que fou ocupada i cremada i altres ciutats foren destruïdes. Ullusunu, segurament sense via per escapar-se, va suplicar perdó i contra el que era habitual li fou concedit i el regne li fou retornat (el que reforça la idea que el rei havia estat forçat a anar contra Assíria per forces militars d'Urartu) incloent les 22 ciutats que havia cedit a Urartu. Després Sargon va atacar i matar el rei Ashur-li de Karallu (la població fou deportada a Hamath i el país convertit en província), i va fer fugir al rei Itti d'Allabria que quan fou atrapat fou també deportat a Hamath amb la seva família i un nou rei es va establir a Allabria o Allabra; el districte de Nikshamma amb la ciutat de Shurgadia, el governador de les quals Shepa-sharru, estava revoltat, fou sotmès i agregat a la província assíria de Parsua o Parsuah (també Parshua o Parsuash). Sargon va envair la Mèdia occidental on va derrotar el príncep o governador de Kishesim que tenia un nom assiri (Bel-Shar-usur) segurament perquè la influència assíria a la zona ja tenia uns anys; es va establir el culte assiri i el nom de la ciutat fou canviat a Kar Adar, i es va erigir una estela; la zona fou erigida en província amb capital a Kar Adar i abraçant la major part de Parsua amb els districtes de Bit Sagbat, Bit Khirmani, Bit Umargi i altres ciutats. La ciutat de Kharkhar, el governant de la qual havia estat expulsat, va córrer la mateixa sort i el seu nom va esdevenir Kar-Sharrukin (Ciutat de Sargon) i fou colonitzada per captius i erigida en capital d'una nova província (anomenada Kharkhar). Llavors fins almenys 28 prínceps medes van anar a Kar-Sahrrukin a retre homenatge a Sargon i portant regals i tributs amb l'esperança de quedar protegits. Es creu que Sargon va instigar també una incursió del cimmeris al nord d'Urartu, els quals van derrotar a Rusa I. Per les fonts assíries es coneixen diversos principats medes o iranians a l'est del llac Urmia: Zikirtu, Vishdish, Uksatar, Durisi i Satareshu, en les planes a l'est i sud del llac i a l'est de Sherizor; s'esmenten també prínceps de noms iranians a les muntanyes Zagros: Akhuaparna, Bagbararna, Satarpanu, Ashpabarra, Ushrai, Khardukka, Arbaku i altres; a l'est d'aquests s'estenia el regne dels medes que pel sud arribava fins a Ellipi i Shimash o Simash.
El 715 aC Rusa I va recuperar per la força les 22 ciutats que li havia cedit el rei de Manna. Sargon va retornar a la zona disposat a atacar al rei urartià. Primer va recuperar el territori perdut que fou posat sota administració de governadors assiris; el governador local (nomenat per Ullusunu) Daiukku, identificat amb Deioces de Mèdia, fou deportat a Hamath. Yanzu de Namri va retre homenatge a Sargon, però al mateix temps es revoltava la província de Kharkhar, creada mesos abans. Sargon la va recuperar i la va augmentar en mesura afegint-li nous territoris; la ciutat de Dur-Sharrukin fou fortament fortificada i es va erigir en una posició essencial enfront de Mèdia. Vint-i-dos o trenta-quatre prínceps medes (dades diferents en dues inscripcions) van oferir tributs i regals a Sargon i van prometre un tribut anual de cavalls. Totes aquestes campanyes van debilitar la influència de Rusa I sobre els prínceps veïns, i ara ja es podia atacar el cor de l'estat d'Urartu.
A partir del 714 aC apareixen esmentats els escites o cimmeris a les cròniques assíries i haurien ajudat als assiris a derrotar a Urartu. En aquests any Assíria va iniciar la guerra contra Urartu. Va envair el país per l'est, entrant per Manna, a través del territori del seu vassall Ullusunu. D'allí va passar a Zikurtu o Zigirtu on encara era rei Mit'atti (Metatti); avançava lentament però destruint sistemàticament cadascuna de les ciutats i fortaleses del regne, fins a arribar a Parda, la capital. Mit'atti de Zikurtu van fugir cap al Mutsatsir (Musasir), que restava fidel al rei d'Urartu. Després de passar per Andia els assiris van entrar a territori de Rusa I per la zona de la moderna Tabriz. Sargon II va derrotar els urartians a la zona del mont Uaush, corresponent a Sahen, i els va derrotar; els urartians es van replegar i els assiris van arribar a la zona d'Uaidish o Uixdich (Ushdikh), prop del llac Urmia. Rusa I va fugir i els assiris van saquejar el territori urartià; després Sargon II va organitzar les "marques" (districtes fronterers) de Manna que foren part del territori del rei Ullusunu però amb forces o governadors assiris; seguidament va marxar contra Urzana de Mutsatsir, tot i el camí muntanyós que cali fer, i la seva capital, abandona pel rei, va ser saquejada, incloent el famós temple del deu Ardini. Després es va dirigir al sud del país d'Urartu, on les ciutats foren cremades i la terra assolada sense deixar-se cap lloc. Rusa, amagat segurament a alguna muntanya, va haver de veure la destrucció del seu regne. El territori fou entregat als estats vassals o agregat a províncies assíries. Rusa I es va posar malalt i va morir encara que, segons els que diuen els annals (no comprovat), molts pensen que es va suïcidar (713 aC) i el va succeir el seu fill Argisti II que fou rei dels khaldu o khaldes (adoradors del deu Khaldi) més que d'Urartu, encara que a poc a poc va aconseguir refer-se una mica.
Durant els següents anys (del 713 aC en endavant) Sargon II ja no va fer grans expedicions i es va dedicar a completar la submissió del nord i oest. La província que s'havia format amb l'antic regne de Karalla es va revoltar i va expulsar al governador assiri i Amitashshi, germà de l'antic rei Ashur-li, va agafar el títol reial; però Sargon aviat va liquidar la revolta i els reis vassalls, Ullusunu de Manna, Dalta d'Ellipi i Ninib-aplu-iddin d'Allabra, van enviar els seus tributs al triomfant rei assiri. L'expedició assíria va arribar fins a Mataa (Mèdia) a les comarques d'Uppunia i Bustis. Quaranta-cinc ciutats medes van pagar tributs. Els aliats escites es van acabar girant contra els mateixos assiris vers el 705 aC, quan Sargon va morir suposadament combatent als escites en una batalla.
El 676 aC Manna es va revoltar contra Assíria i van impedir el comerç de cavalls entre Assíria i Parsua, revolta que va acabar aplanada. El 669 aC els escites havien emigrat cap a Manna i territoris a l'est i oest i la població va ajudar els invasors a conquerir la fortalesa de Dur-Enlil i la de Šarruiqbi. Assarhaddon es va queixar de la manca de victòries del rei Ahšeri de Manna i la situació era greu. L'intent del cap escita Kashtariti d'unir als khaldes (urartians), els habitants de Manna i els escites-cimmeris, va fracassar per les mútues desconfiances i la pressió assíria.
Assurbanipal d'Assíria (669 aC-626 aC) fou atacat pels escites, aliats al regne de Manna. En resposta cap al 660 aC (data probable el 656 aC) va conquerir el regne de Manna i va expulsar al seu rei Akhsheri o Ashshiri (Ahšeri). Els assiris van ocupar Ayushiash, Busut (Bustus), Ashdiash, Urkiyamun, Uppish, Sikhua, Nazimiri i altres poblacions fins a arribar a la capital Izirta, d'on va fugir el rei i a la que van entrar els assiris. Les fortaleses d'Urmigati i Usbia foren preses i els assiris van continuar cap a la frontera amb Urartu, destruint Paddiri, Arisyanish (al peu del mont Kharsi), Iristiyana, Birua, Sharru Ikbi, Gasunu, i Biruti (a Kubuskhia). El rei Akhsheri o Ashshiri va ser mort en la campanya i el seu fill Ualli el va succeir però se li va imposar un fort tribut a pagar en cavalls. Els assiris van entrar al territori d'un cap mede de nom Birizhatri o Biris-Khadri (possiblement Bṛz(a)-xwāθra "Felicitat Màxima"), que portava el títol de "cap de Mèdia" (Ḫazānu ša Mat-a-a), el va derrotar així com a dos caps de noms Parihia (Parikhia) i Sarati (potser l'escita Saratos), fills de Gāgi príncep de Sakhi (a la Bíblia Gog és l'ancestre dels escites; Sakhi és el nom del país escita, a la vora de la mar Càspia, després Sakastan), que dominaven 75 fortaleses (alānī); els habitants foren deportats. Urartu ja no tenia capacitat de reacció i Manna va quedar integrat a Assíria, però els escites dominaven part del país, amb més o menys força segons la reacció dels assiris (una inscripció assíria diu que els cimmeris -en assiri gimirru- que atacaven l'imperi venien "del mig de Manna") al país anomenat per ells Gamir (de gimirru) abans Uishdish; aquesta situació va durar fins vers el 625 aC. El rei Ualli es va aliar als assiris contra els medes i altres indoeuropeus.
Vers el 616 aC el regne va ajudar a Assíria contra els medes i fou greument derrotat i l'any següent fou ocupat pel rei Ciaxares de Mèdia.

## Llista de reis
- Ualki
- Iranzu 740-718 Ac
- Aza (fill) 718-717 aC
- Ullusunu (germà) 717-680 aC
- Ashsheri (Ahšeri) vers 670-656 aC
- Ualli (fill) 656-vers 616 aC